# Scolopopleura pallida
Scolopopleura pallida är en mångfotingart som beskrevs av Karl Wilhelm Verhoeff 1938. Scolopopleura pallida ingår i släktet Scolopopleura och familjen Chelodesmidae. Inga underarter finns listade i Catalogue of Life.